# Aérea Negrot
Danielle Gallegos, plus connue sous le nom d'Aérea Negrot, née le 9 octobre 1980 à Caracas et morte le 11 octobre 2023 à Berlin, est une autrice-compositrice-interprète, chanteuse et DJ vénézuélienne.

## Biographie

### Jeunesse et études
Danielle Gallegos nait en 1980, à Caracas, dans une famille de danseurs professionnels depuis deux générations. Se destinant d'abord au ballet, elle décide plutôt d'investir le milieu de la nuit après s'être fait opérer du genou. Ainsi, dès l'âge de seize ans, Danielle Gallegos se produit dans des boites de nuit. Elle étudie plus tard à Londres, au London College of Creative Media (en),,.

### Carrière
Danielle Gallegos se produit pour la première fois en tant qu'Aérea Negrot à l'âge de dix-sept ans, dans la gare centrale d'Amsterdam.
En 2002, Aérea Negrot crée avec Fata Kiefer et Milton Fermat La Familia Felíz, un groupe avec lequel ils sortent notamment le morceau La Disco. Elle commence alors à prêter sa voix à d'autres DJ, avant de produire elle-même sa musique.
À partir de 2008, Aérea Negrot participe au projet musical d'Andy Butler, Hercules and Love Affair, chantant ainsi sur quatre morceaux de l'album Blue Songs (en), sorti en 2011,,,.
La même année, elle sort son premier album solo, Arabxilla, sur le label BPitch Control d'Ellen Allien,,,.
En 2013, elle collabore avec le duo de producteurs Skinnerbox. Ensemble, ils sortent une version actualisée de The Alphabet, une chanson d'Amanda Lear.

### Décès
Aérea Negrot est retrouvée morte le 11 octobre 2023. La nouvelle est rendue publique quelques jours plus tard par son label,,,.

## Identité de genre
Trans, Aérea Negrot raconte avoir transitionné une première fois avant de détransitionner et retransitionner plus tard.

## Influences musicales
Parmi ses influences, Aérea Negrot cite Erykah Badu, dont elle performait les chansons en playback dans des boites de nuit lorsqu'elle était adolescente.

## Discographie

### Album
- Arabxilla (2011)

### EP
- All I Wanna Do (2010)
- Right Body, Wrong Time (2011)
- It's Lover, Love Remixes (2011)
- Macuto (2012)

### Singles
- Skinnerbox & Aérea Negrot — The Alphabet (2013)